# 55. pehotna divizija (Avstro-Ogrska)
55. pehotna divizija (izvirno nemško 55. Infanterie-Division oz. nemško 55. Infanterietruppendivision) je bila pehotna divizija avstro-ogrske kopenske vojske, ki je bila aktivna med prvo svetovno vojno.

## Zgodovina
Divizija je bila razpuščena oktobra 1915 in ponovno ustanovljena februarja 1916.
Divizija je sodelovala v edini avstro-ogrsko-nemški ofenzivi na soški fronti.

## Poveljstvo
Poveljniki 
- Ignaz Fleischmann: oktober 1914 - oktober 1915

- divizija razpuščena
- Felix Unschuld von Melasfeld: februar 1916 - oktober 1917
- Felix zu Schwarzenberg: oktober 1917 - januar 1918
- Aurel von Le Beau: januar - november 1918